# Ein Jahr als Robinson. Ein Bubentraum wird Wirklichkeit
Ein Jahr als Robinson. Ein Bubentraum wird Wirklichkeit (englischer Originaltitel My Side of the Mountain) ist ein Abenteuerroman aus dem Jahr 1959, der von der US-amerikanischen Schriftstellerin Jean Craighead George geschrieben und illustriert wurde. Die deutsche Erstausgabe erschien 1963 beim Zürcher Verlag Müller.

## Inhalt
Dem 12-jährigen Sam Gribley wird es zusammen mit seinen acht Geschwistern in der Wohnung seiner Eltern in New York City zu eng. Er bricht – lediglich ausgerüstet mit einem Taschenmesser, einer Axt, einem Knäuel Schnur, einem Feuerstein samt Stahl zum Feuermachen und 40 Dollar – in die Catskill Mountains auf, um dort in der Wildnis, wo vor vielen Jahren sein Urgroßvater eine mittlerweile verfallene Farm besessen hatte, ganz alleine zu leben. Sam richtet sich in einer riesigen Tanne ein Baumhaus ein. Er ernährt sich in erster Linie von Fischen, essbaren Pflanzen und Wurzeln, Nüssen und Beeren. Aus den Fellen diverser Tiere fertigt er eigene Schuhe und Kleidung. Eines Tages erklettert er den Horst eines Wanderfalken und holt sich ein Jungtier, das er Frightful nennt, aufzieht und zum Jäger ausbildet, der für Sam Nahrung erbeutet. Ein Jahr lang verbringt der Junge inmitten der wunderschönen, aber harten und fordernden Natur und trotzt dort allen Widrigkeiten wie Unwettern, Schneestürmen und der langen Kälte des Winters. Zwar begegnet Sam in dem einen Jahr immer wieder Menschen und bildet auch Freundschaften, doch die Einsamkeit wird zunehmend zu einem Problem. Als am Ende des Abenteuers die gesamte Familie Gribley auftaucht, um sich dort ein neues Zuhause zu schaffen, ist dies für Sam zwar einerseits eine gewisse Enttäuschung, weil er dadurch die liebgewonnene Lebensweise aufgeben muss, doch andererseits auch wie eine Erlösung vom Alleinsein.

## Rezeption
Ann Kay schreibt in ihrer Rezension: „Diese Art von reiner, unverfälschter Abenteuerliteratur mag manchem nicht mehr zeitgemäß erscheinen, verzaubert Kinder und Jugendliche aber nach wie vor und ist durch seine ökologische Ausrichtung sogar sehr aktuell […] Es hat etwas Befreiendes, in unserer urbanisierten Welt ein Buch über das Leben in unberührter Natur zu lesen. Man erfährt viel über Pflanzen, Tiere und das Überleben in der Wildnis, von der Autorin wundervoll beschrieben und bebildert.“ Zena Sutherland vom Bulletin of the Center for Children's Books nannte den Roman „erstaunlich und ungewöhnlich“ und stellte fest, dass er „eine fesselnde Lektüre“ sei. Lorraine Mary Leidholdt erklärt in einem Artikel für Writers for Young Adults: „Obwohl er seine Familie liebt, glaubt er, dass sie seine Freiheit und Unabhängigkeit einschränkt. Deshalb flieht Sam in die Wildnis der Catskill Mountains, wo er plant, allein und mit sehr wenig Ausrüstung zu leben“.

## Hintergrund
Georges Vater Frank Craighead war Entomologe und nahm seine Familie bei vielen Reisen in die Natur mit. Bei einem dieser Ausflüge entstand die Idee zu diesem Buch. Im Vorwort zum Buch erzählt die Autorin, dass sie als Kind selbst von zu Hause weggehen wollte. Sie kam allerdings nicht sehr weit, doch verwirklichte sie zumindest in der Figur Sams, was sie selbst als Kind nicht zu Wege gebracht hatte. Jeans Zwillingsbrüder Frank und John begründeten in der High School in den Vereinigten Staaten den Sport der Falkenjagd und schrieben darüber in nationalen Publikationen.

## Besonderheiten
Die Autorin setzte die Geschichte rund um Sam und den Falken Frightful mehr als drei Jahrzehnte später in zwei weiteren Romanen fort: On the Far Side of the Mountain (1990) und Frightful's Mountain (1999). Ein paar Jahre später folgten noch die beiden Bilderbücher Frightful's Daughter (2002) und Frightful's Daughter Meets the Baron Weasel (2007).

## Auszeichnungen
My Side of the Mountain erhielt 1960 die Ehrenauszeichnung Newbery Honor Book.

## Referenzen
Ein Jahr als Robinson. Ein Bubentraum wird Wirklichkeit wird in dem literarischen Nachschlagewerk 1001 Kinder- und Jugendbücher – Lies uns, bevor Du erwachsen bist! für die Altersstufe 12+ Jahre empfohlen.

## Ausgaben
- My Side of the Mountain. Dutton, USA 1959 (englisch).
- Ein Jahr als Robinson. Ein Bubentraum wird Wirklichkeit. Müller, Zürich 1963. (deutsche Erstausgabe)
- In den Wäldern der Catskill-Berge. Lesen-und-Freizeit-Verlag, Ravensburg 1984, ISBN 978-3-88884-115-6.
- My Side of the Mountain. 2017, ISBN 978-0-525-59130-6 (Audio-Book, gelesen von Michael Crouch, 276 Minuten).

## Adaptionen
My Side of the Mountain wurde 1969 unter demselben Titel und unter der Regie von James B. Clark verfilmt.